# ماكسيم كورشونوف
ماكسيم كورشونوف (مواليد 1977) هو سبّاح روسي، مثّل بلاده في الألعاب الآسيوية 2002.

## روابط خارجية
ماكسيم كورشونوف على موقع الاتحاد الدولي للسباحة (الإنجليزية)
- ماكسيم كورشونوف على موقع SwimRankings.net (الإنجليزية)